# 加夫里洛夫亞姆區

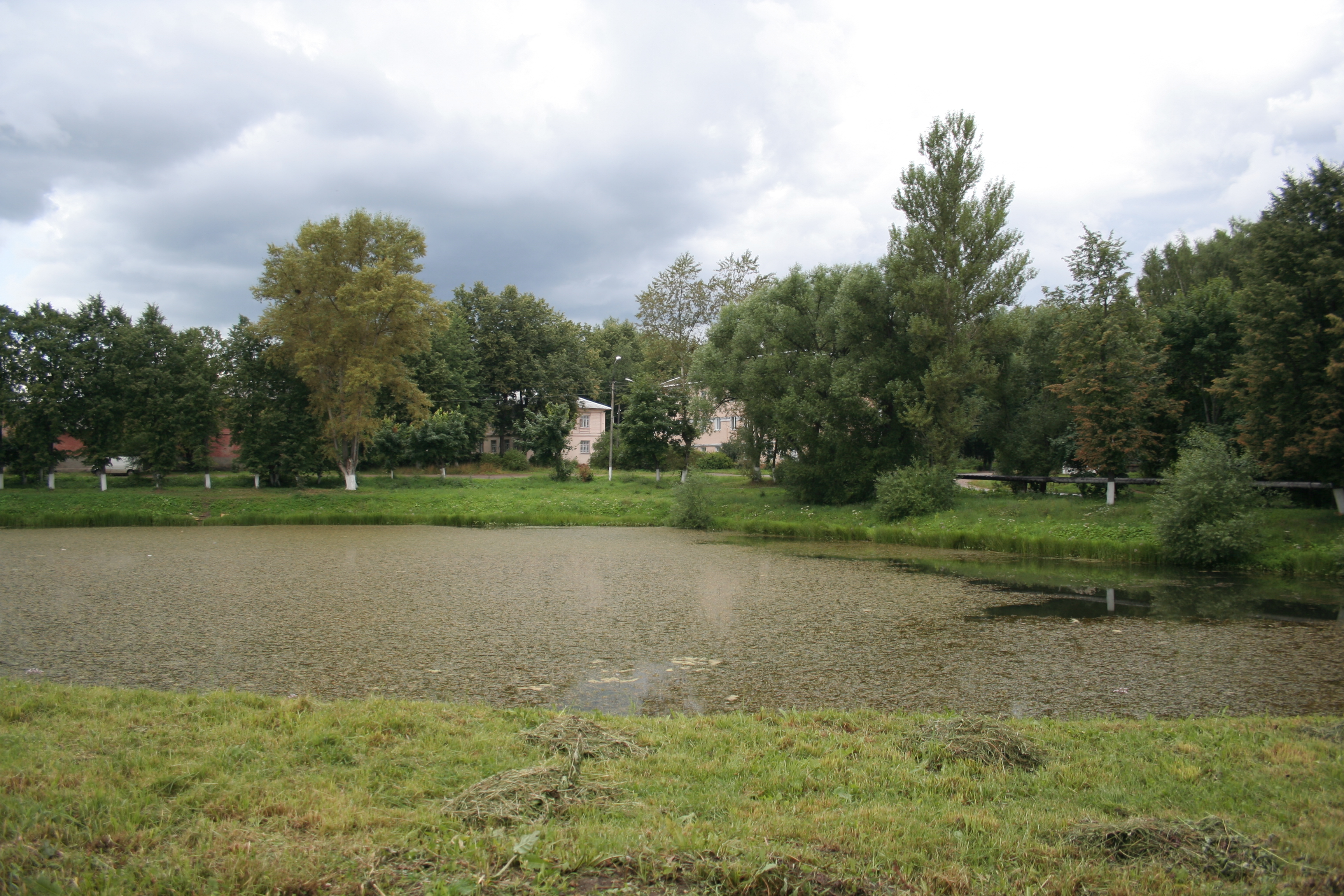

57°18′N 39°52′E / 57.300°N 39.867°E
加夫里洛夫亞姆區（俄语：Гаврилов-Ямский район），是俄羅斯的一個區，位於該國西部，由雅羅斯拉夫爾州負責管轄，面積1,120平方公里，2010年人口26,558，人口密度每平方公里23.71人。